# Mamin Sanyang
Mamin Sanyang (* 6. Februar 2003 in Brikama) ist ein gambisch-deutscher Fußballspieler. Der rechte Außenbahnspieler steht seit 2024 beim polnischen Zweitligisten GKS Tychy unter Vertrag und ist ehemaliger Juniorennationalspieler.

## Karriere
Sanyang wurde in Brikama im Westen Gambias geboren. Im Alter von zehn Jahren floh er 2013 mit seiner Mutter vor inneren Unruhen aus Gambia und kam nach Deutschland, wo die Familie im Osten Baden-Württembergs nahe der bayerischen Grenze wohnhaft wurde. Kurz danach wurde Sanyang in die Jugend des lokalen Drittligisten 1. FC Heidenheim aufgenommen. Im Alter von 12 Jahren wechselte er 2015 ins Nachwuchsleistungszentrum der TSG 1899 Hoffenheim und spielte dort die nächsten fünf Jahre. Ab Anfang 2019 kam er in der U17 des Vereins in der B-Junioren-Bundesliga zum Einsatz und konnte dort saisonübergreifend bis zum Abbruch des Spielbetriebs aufgrund der COVID-19-Pandemie im Frühjahr 2020 mit insgesamt zwölf Toren in 28 Spielen auf sich aufmerksam machen. Im Sommer 2020 verpflichtete ihn der FC Bayern München für seine U19-Mannschaft, in der er Stammspieler wurde und mit der er auch an der UEFA Youth League teilnahm.
Im Sommer 2022 rückte er in die zweite Mannschaft des FC Bayern in der Regionalliga Bayern auf. Dort konnte er sich jedoch nicht dauerhaft durchsetzen; in der Saison 2022/23 kam Sanyang dort insgesamt zu 20 Einsätzen, stand davon jedoch nur sechs Mal in der Startaufstellung. Nach Saisonende verpflichtete ihn im Sommer 2023 der Zweitligist Hannover 96 für seine zweite Mannschaft in der Regionalliga Nord. Nach sieben Einsätzen im Laufe der Hinrunde bestritt Sanyang im Januar 2024 ein Probetraining beim Drittligisten FC Erzgebirge Aue, der ihn allerdings nicht verpflichtete. Zurück in Hannover kam er in der Rückrunde nur noch zu drei weiteren Regionalliga-Einsätzen. Am Saisonende stieg er mit der Reservemannschaft in die Dritte Liga auf, verließ den Verein anschließend jedoch nach einem Jahr wieder.
Im Sommer 2024 ging Sanyang daraufhin nach Polen und schloss sich nach einem erfolgreichen Probetraining dem dortigen Zweitligisten GKS Tychy an, der ihn mit einem Zweijahresvertrag mit Option auf Verlängerung um ein drittes Jahr ausstattete. Dort gab er in der folgenden Saison 2024/25 sein Profiliga-Debüt und kam in jedem der ersten neun Saisonspiele zum Einsatz, ehe er sich im September 2024 verletzte und seither ausfällt.

## Nationalmannschaft
Sanyang ist sowohl für deutsche als auch für gambische Auswahlmannschaften spielberechtigt. Im September 2021 kam er zu einem Länderspiel-Einsatz mit der deutschen U19-Nationalmannschaft unter Hannes Wolf, als er im Freundschaftsspiel gegen England eingewechselt wurde. Nachdem er dort anschließend nicht mehr berücksichtigt worden war, wechselte er zum gambischen Fußballverband. Mit der gambischen U20-Auswahl nahm er daraufhin Anfang 2023 zunächst an der U20-Afrikameisterschaft teil und erreichte mit dem Team nach einer Finalniederlage gegen Senegal den zweiten Platz. Er selbst kam dabei in vier der sechs Turnierspiele zum Einsatz. Später im Sommer desselben Jahres spielte er mit der Mannschaft auch bei der U20-Weltmeisterschaft und kam dort in allen vier Spielen zum Einsatz, ehe das Team im Achtelfinale gegen Uruguay ausschied.